# Omphale wahli
Omphale wahli är en stekelart som beskrevs av Christer Hansson 1996. Omphale wahli ingår i släktet Omphale och familjen finglanssteklar. Inga underarter finns listade i Catalogue of Life.